# Gouvernement Rodríguez Ibarra IV
 Estrémadure
Ibarra III Ibarra V
Le gouvernement Rodríguez Ibarra IV est le gouvernement d'Estrémadure entre le 22 juillet 1995 et le 21 juillet 1999, durant la IVe législature de l'Assemblée d'Estrémadure. Il est présidé par Juan Carlos Rodríguez Ibarra.

## Composition
| Fonction                                                   | Titulaire | Titulaire                                                                   | Parti   |
| ---------------------------------------------------------- | --------- | --------------------------------------------------------------------------- | ------- |
| Président de la Junte                                      |           | Juan Carlos Rodríguez Ibarra                                                | PSOE-Ex |
| Vice-président                                             |           | Carlos Sánchez Polo                                                         | PSOE-Ex |
| Conseiller à la Présidence et au Travail                   |           | Victorino Mayoral Cortés                                                    | PSOE-Ex |
| Conseiller à l'Agriculture et au Commerce                  |           | Eugenio Álvarez Gómez                                                       | PSOE-Ex |
| Conseillère au Bien-être social                            |           | María Emilia Manzano Pereira (jusqu'au 11/01/1996) Guillermo Fernández Vara | PSOE-Ex |
| Conseiller à l'Économie, à l'Industrie et aux Finances     |           | Manuel Amigo Mateos                                                         | PSOE-Ex |
| Conseiller aux Travaux publics et aux Transports           |           | Javier Corominas Rivera                                                     | PSOE-Ex |
| Conseiller à l'Éducation et à la Jeunesse                  |           | Luis Millán Vázquez de Miguel                                               | PSOE-Ex |
| Conseiller à la Culture et au Patrimoine                   |           | Francisco Muñoz Ramírez                                                     | PSOE-Ex |
| Conseiller à l'Environnement, à l'Urbanisme et au Tourisme |           | Eduardo Alvarado Corrales                                                   | PSOE-Ex |